# Bubastis

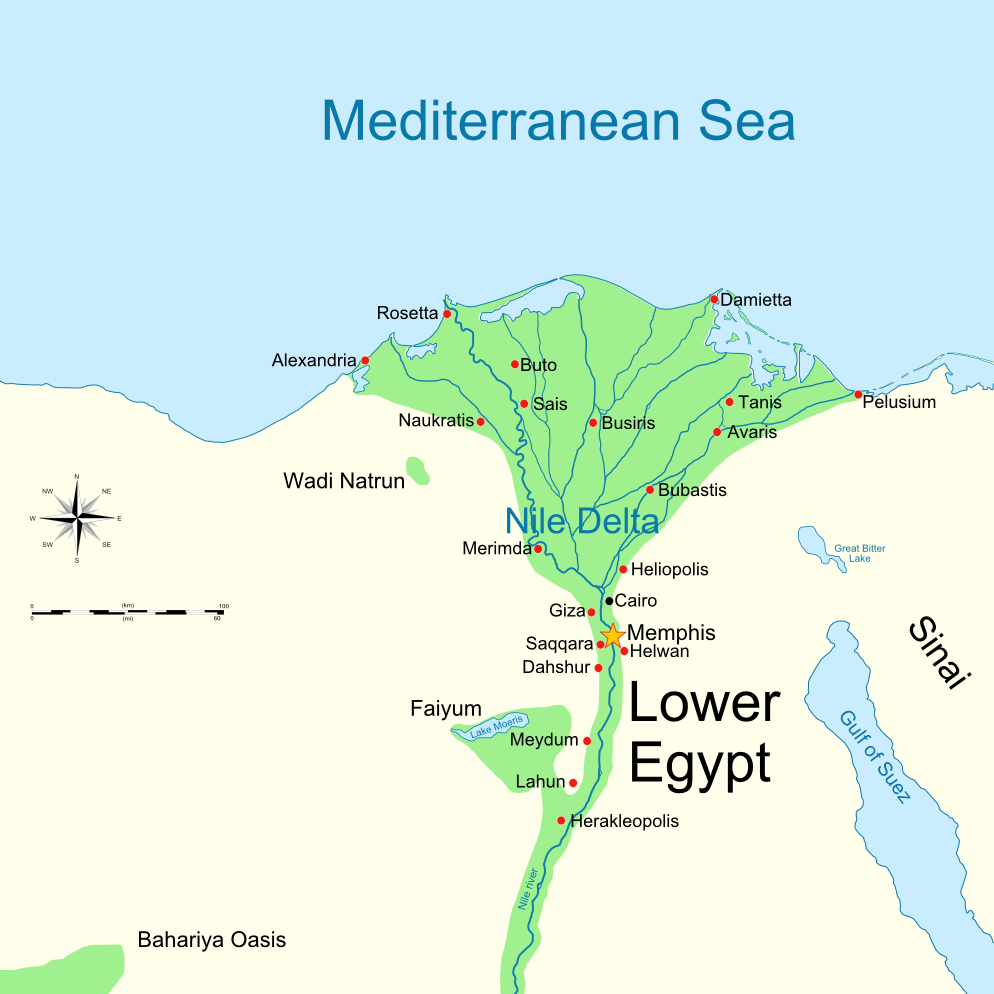
Vị trí của Bubastis trên bản đồ

Bubastis (tiếng Ả Rập: Tell-Basta; tiếng Ai Cập: Per-Bast; tiếng Copt: Ⲡⲟⲩⲃⲁⲥϯ Poubasti; tiếng Hy Lạp cổ đại: Βούβαστις Boubastis hay Βούβαστος Boubastos) là một thành phố của Ai Cập cổ đại. Bubastis thường được xác định là Pi-Beseth trong kinh thánh. Đây cũng là thủ phủ của nome thứ 18, Am-Khent xưa kia, nằm ở Hạ Ai Cập; và là trung tâm thờ phụng của nữ thần mèo Bastet, vì thế mà nơi đây có rất nhiều xác ướp của loài mèo. Bubastis hiện nay là vùng ngoại ô của thành phố Zagazig thuộc tỉnh Sharqia.
Tên của Bubastis trong tiếng Ai Cập được viết là Pr-Bȝśt.t, được phiên âm là Per-Bast, có nghĩa là "Nhà của thần Bast".

## Lịch sử

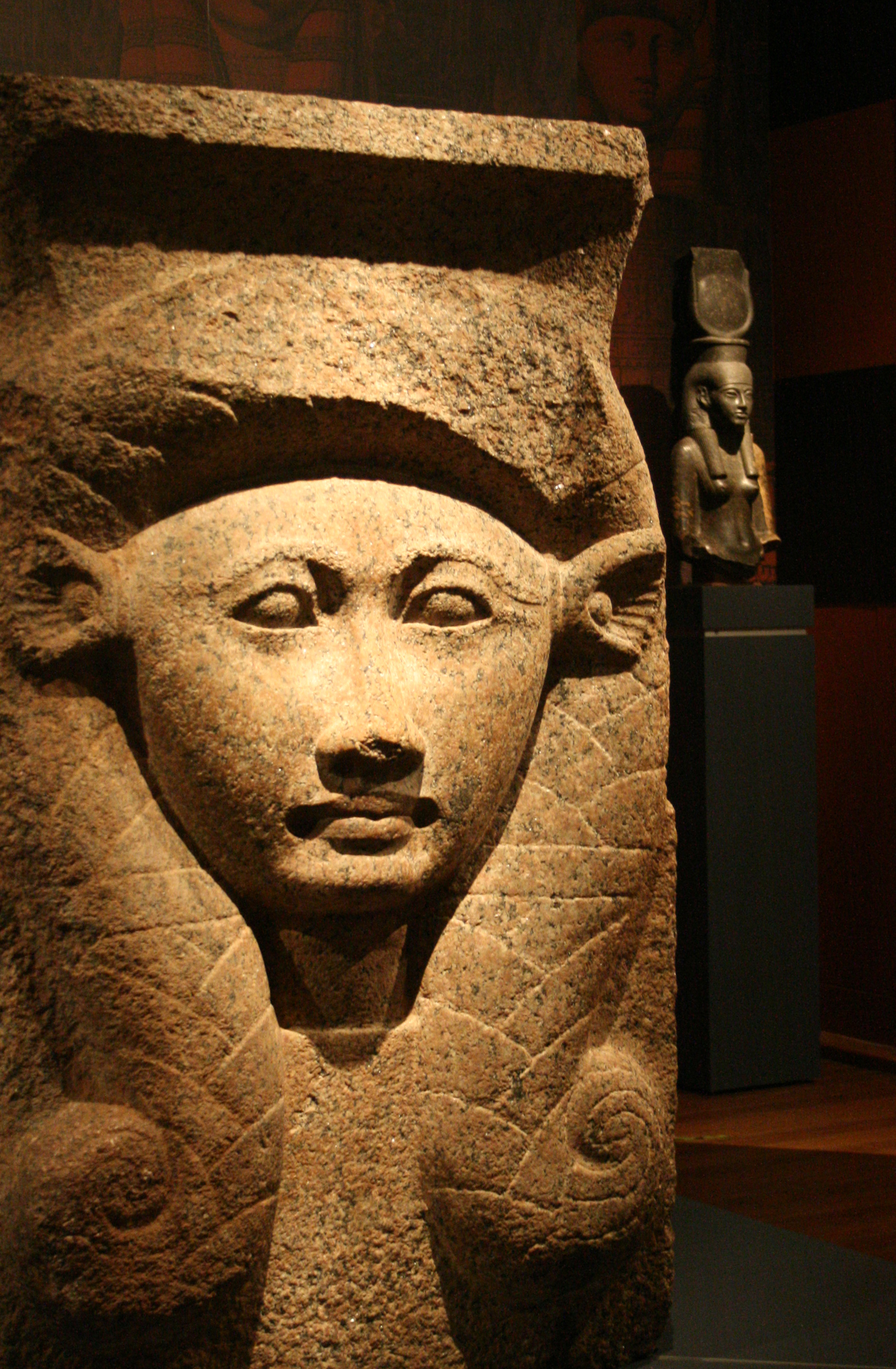
Tượng nữ thần Hathor tại đền thờ Bubastis

Bubastis là thủ phủ của nome Am-Khent, nằm phía tây nam của Tanis, phía đông của nhánh Pelusiac thuộc sông Nin. Nó trở thành nơi đặt cung điện hoàng gia sau khi Shoshenq I, người sáng lập Vương triều thứ 22, lên ngôi vua vào năm 943 TCN. Bubastis giữ vị thế cao nhất trong trong suốt thời kỳ Vương triều thứ 22 và 23. Nó đã trở nên suy tàn sau cuộc tấn công của vua Ba Tư Cambyses II năm 525 TCN, báo hiệu sự kết thúc của Vương triều thứ 26 và bắt đầu thời kỳ đế chế Achaemenes.
Trong thời gian cai trị của các vua thuộc Vương triều thứ 22, Bubastis là nơi được quan tâm nhất trong vùng châu thổ sông Nin. Phía nam Bubastis là những mảnh đất mà Psamtik I thưởng cho những lính đánh thuê đến từ vùng Ionian và Carian. Ở phía bắc của thành phố là nơi mà vua Necho II đã dự định (nhưng chưa hoàn thành) sẽ đào một con kênh nối giữa sông Nin với Biển Đỏ. Sau khi Bubastis bị người Ba Tư chiếm, những bức tường thành của nó đã bị phá bỏ. Từ thời kỳ này, thành phố bắt đầu suy yếu và mất đi vị thế ban đầu của nó.
Herodotus đã mô tả về Bubastis sau cuộc xâm lược của người Ba Tư như sau: "Những ngôi đền trông thật rộng lớn và tốn kém ở Bubastis. Ngoại trừ lối vào, nó được bao quanh bởi nước: hai nhánh kênh đào từ con sông chạy thẳng vào cổng đền, nhưng không hòa vào nhau mà chảy một cách độc lập. Mỗi con kênh rộng hơn một trăm feet, 2 bên bờ là những hàng cây. Cổng đền cao 60 feet và được trang trí bằng các bức tượng cao 9 feet hết sức tinh xảo. Ngôi đền nằm giữa thành phố và nhìn ra mọi phía. Ngôi đền đã có từ thời thành phố này còn phát triển, và vẫn còn ở ngay vị trí ban đầu khi thành phố đã lụi tàn. Ngôi đền có một bức tường bao khá tròn, được trang trí bởi các phù điêu. Bên trong tòa nhà lớn được bao phủ bởi những lùm cây, là một hình vẽ của nữ thần Bast. Ngôi đền này hình vuông, mỗi cạnh rộng 1 stadium (đơn vị đo cổ đại, gần bằng 185 mét). Con đường dẫn vào đền được lát đá, đi về phía đông dẫn tới một khu chợ. Con đường rộng hơn 400 feet và trồng những hàng cây cao. Nó dẫn đến ngôi đền của Hermes".

## Tôn giáo

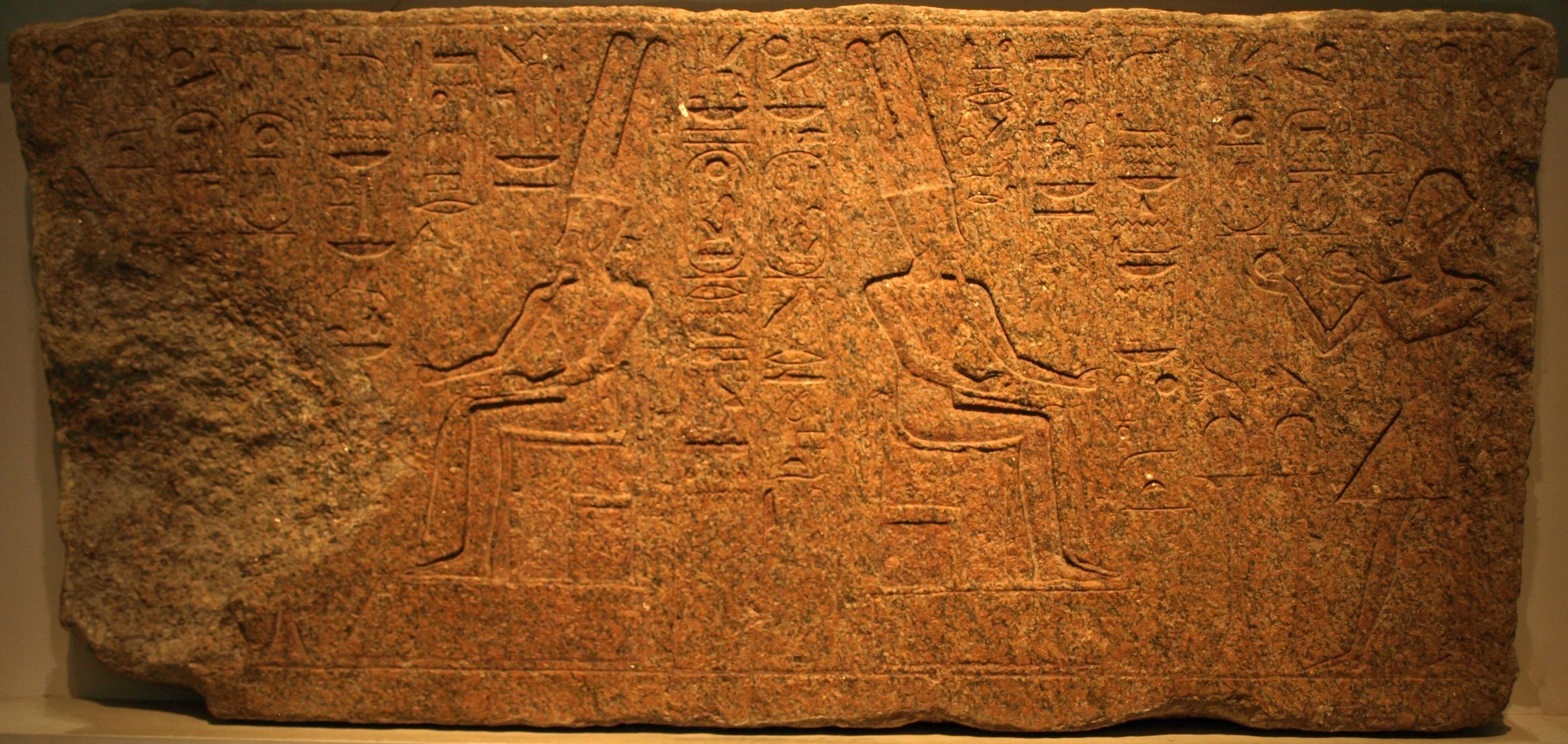
Phù điêu của Amenhotep II

Bubastis là trung tâm sùng bái của nữ thần Bastet, được đồng nhất với thần Hy Lạp Artemis. Mèo là loài linh vật của Bast và thường xuyên đi cùng với thần sáng tạo Ptah trên các bức điêu khắc. Các ngôi mộ tại Bubastis là nơi chôn cất tập trung những xác ướp của loài mèo.
Tại đây có một ngôi đền lớn dành cho nữ thần và là nơi tổ chức lễ kỷ niệm hằng năm cho bà. Theo Herodotus, lễ hội tại Bubastis rất thú vị và hoành tráng: "Những con thuyền chở đầy người trôi chầm chậm trên sông Nin. Những người đàn ông thổi sáo trong khi những người phụ nữ chơi trống tay và chũm chọe. Mọi người vỗ tay và nhảy múa theo nhạc, và thể hiện những cử chỉ vui mừng khác. Khi đến Bubastis, họ đã tổ chức một bữa tiệc tuyệt vời và đầy long trọng: rượu nho được uống trong những buổi tiệc vào ngày này nhiều hơn cả các ngày khác trong năm. Đó là cách mà người dân tổ chức lễ hội này, và người ta nói rằng, có đến 700.000 người hành hương vào lễ kỷ niệm của Bast".

## Khai quật
Ngôi mộ của tể tướng Iuty thời kỳ Tân vương quốc được phát hiện vào tháng 12 năm 1964 trong nghĩa trang của giới quý tộc tại Bubastis bởi Shafik Farid. Tháng 3 năm 2004, bản sao của Chỉ dụ Canopus được phát hiện tại đây (xem Tanis).